# Scirpodendron
Scirpodendron är ett släkte av halvgräs. Scirpodendron ingår i familjen halvgräs.
Kladogram enligt Catalogue of Life:
| Scirpodendron | \| \| Scirpodendron bogneri \| \| \| \| \| \| Scirpodendron ghaeri \| \| \| \| |
|               | \| \| Scirpodendron bogneri \| \| \| \| \| \| Scirpodendron ghaeri \| \| \| \| |
|               | Scirpodendron bogneri                                                          |
|               |                                                                                |
|               | Scirpodendron ghaeri                                                           |
|               |                                                                                |